# دی‌آزو
دی‌آزو (Diazo) عبارتی است که برای اشاره به یک ترکیب آلی به نام ترکیب دی‌آزو بکار می‌رود. در ترکیب دی‌آزو دو اتم نیتروژن (آزو) به عنوان گروه عاملی پایانی به هم پیوند خورده‌اند. فرمول کلی این ماده به صورت R2C=N2 است. ساده‌ترین نمونهٔ ترکیب دی‌آزو، دی‌آزو متان است. بار الکتریکی این ترکیب به صورت یک بار مثبت بر روی نیتروژن مرکزی و بار منفی به صورت توزیع شده بر روی کربن و نیتروژن پایانی است. چون بار منفی درون کربونیل‌ها جابجا می‌شود، α-دی‌آزو-ß-دی‌کتون‌ها و α-دی‌آزو-ß-دی‌استرها از پایدارترین ترکیب‌های دی‌آزوهایند. در مقابل بیشتر دی‌آلکیل‌دی‌آزوها، قابل انفجارند. یکی از ترکیب‌های تجاری مرتبط با دی‌آزو، اتیل دی آزواستات (N2CHCOOEt) است. یک گروه از ترکیب‌های ایزومتری با ویژگی‌های مشابه اندک، دی‌آزیرین‌ها هستند در این مواد کربن با دو نیتروژن به صورت یک حلقه پیوند دارد.
چهار ساختار رزونانسی این ماده به صورت زیر است:
ترکیب‌های دی‌آزو را نباید با ترکیب آزو با فرمول R-N=N-R یا ترکیب‌های دی‌آزونیم با فرمول R-N2+ اشتباه گرفت.

## پیشینه
ترکیب‌های دی‌آزو نخستین بار از سوی پیتر گریس (Peter Griess) معرفی شد. وی توانست چندین نوع واکنش شیمیایی را برای نخستین بار شناسایی کرد.